# 相馬事件
相馬事件（そうまじけん）は、明治年間に起こったお家騒動の一つ。最後の相馬藩主相馬誠胤が精神病者として自宅座敷牢に監禁されたことに端を発した騒動で、1883年から1895年まで法廷で争われた。精神病患者への処遇や、新興新聞によるセンセーショナルな報道の是非を巡り、世間へ大きな影響を与えた。

## 経緯
旧中村藩主、相馬誠胤の統合失調症（推定）の症状が悪化したため、1879年に家族が宮内省に自宅監禁を申し入れ、以後自宅で監禁、後に癲狂院（現在の精神科病院に相当）へ入院させた。
1883年、旧藩士の錦織剛清が主君の病状に疑いを持ち、家督相続を狙った異母弟家族による不当監禁であるとして家令・志賀直道（志賀直哉の祖父）ら相馬家の家宰たちを告発したことから事件が表面化した。告発を行った錦織に対し、世間からは忠義者として同情が集まった。当時は精神病の診断も未熟であり、高名な大学教授らによる精神病の診断がまちまちの結果となった。正常との判断を下す医師もおり、混乱の度合いが増すこととなった。
1887年、相馬誠胤が入院していた東京府癲狂院に錦織が侵入、誠胤の身柄の奪取に一旦は成功するものの、1週間で逮捕された。錦織は、家宅侵入罪に問われ禁錮処分を受けるとともに、偏執的な行動が批判を受ける。1892年、誠胤が病死した。錦織はこれを毒殺によるものとして、翌1893年に再び相馬家の関係者を告訴し、遺体を発掘して毒殺説を裏付けようとした。しかし最終的に、死因が毒殺とは判定できなかった。
1895年、錦織が相馬家側より誣告罪で訴えられ、後に有罪が確定し、事件は収まりを見せた。医師として錦織を支持していた後藤新平（当時内務省衛生局長）も、連座して5か月間にわたって入獄したが、証拠不十分で不起訴となった。

## 反響
一連の騒動には大井憲太郎、星亨、福沢諭吉、陸奥宗光ら当時の著名人が多く関係し、診察には後藤新平のほか、岩佐純（宮内省侍医）、エルヴィン・フォン・ベルツ（東京帝大で精神病学講義を担当）、長谷川泰（警視庁医務所長）、中井常次郎（東京府癲狂院院長）、松本順、榊俶（東京帝大の初代精神科教授）ら名だたる医師があたった。1892年に出版された錦織の著書『神も仏もなき闇の世の中』は1年に20版を数えるベストセラーとなり、30冊とも40冊とも言われる関連書が出版された。事件は新聞・雑誌だけでなく、錦絵に描かれ、芝居になり、生人形になり、明治のジャーナリズム史上、最大の事件のひとつに数えられた。

## 法制度への影響
相馬事件がきっかけとなり、精神病者の監護（監禁および保護）の手続きについて問題意識が高まり、1900年に精神病者監護法が制定された。これは精神病者の人権保護や治療を目的とするものではなく、「精神病院」（精神病室）および私宅（神社仏閣における参籠所や公私立の精神病者収容施設なども「私宅」のカテゴリーに含まれる場合もあった）における監置を法によって規定するといった隔離を主眼にするものであった。

## 年表
- 明治9年（1876年）ごろ、相馬誠胤の精神が変調しはじめる。誠胤24歳ころ[4]。
- 明治10年（1877年）6月13日、囲碁の勝敗を巡って誠胤が槍を持ち出す騒ぎを起こし、日光に保養に出される。その間に鉄柵付き八畳間の座敷牢が邸内に造られる[5]。
- 明治12年（1879年）4月14日、宮内省に誠胤の自宅監禁願いが提出され、翌日許可される[4]。
- 明治16年（1883年）12月10日、錦織剛清が相馬邸を訪ね、誠胤の監禁を解いたうえ妻（戸田光則三女京子）を離縁するよう相馬家家令の志賀直道らに進言し、誠胤と会わせるよう詰め寄る。翌日も来邸するが拒否され、東京軽罪裁判所に告発、裁判所から志賀に召喚状が届き、14日に志賀出頭。錦織によると、誠胤の妻は子供ができない体（性交不能）で、結婚当初から別居が長く続いた[6][7]。
- 明治17年（1884年）2月13日、錦織が相馬家で暴れて逮捕され、7日間拘留される。20日、瘋癲病人鎖錮出願手続の改正に伴い、相馬充胤らが誠胤に対する瘋癲病人鎖錮願を麹町警察署に提出、警視庁医務所長長谷川泰 東京府癲狂院長中井常次郎らが診察。
- 同年3月3日、長谷川と中井が誠胤は「時発性情性偏狂」であるが監禁必要なしと診断。9日に麹町警察署が監禁認めずを通達し、誠胤は加藤癲狂院に翌日入院し、17日に退院。21日に誠胤の妻32歳で死亡[8]。
- 同年7月3日、志賀、「相馬家利用の詐欺」注意喚起の新聞広告を出す[9]。7日、華族令により誠胤子爵となる[10]。17日、誠胤、東京府癲狂院に入院。錦織、偽造した誠胤の委任状を添えて、相馬家側の志賀ら家宰を私擅監禁で東京軽罪裁判所に告訴。
- 同年7月23日、志賀ら錦織を私書偽造及誣告で告訴。
- 同年11月7日、東京軽罪裁判所の依頼で帝国大学のスクリッパ、三宅秀、原田豊が誠胤を診察。20日に錦織が東京府癲狂院に押し入り、逮捕される。
- 明治18年（1885年）3月12日、スクリッパら、誠胤を「狂躁発作を有する鬱憂病」 と鑑定。
- 同年7月27日、誠胤、退院し、1年ぶりに帰邸。
- 同年11月9日、志賀、相馬順胤を相馬家相続人とすることを富田高慶に相談。
- 明治19年（1886年）1月23日、誠胤の容態悪化し、府立癲狂院へ入院。
- 同年3月8日、錦織、私書偽造と家宅侵入罪で重禁固1月、 罰金2円の判決[11]。
- 同年4月26日、順胤、相馬家相続人に認められる。
- 明治20年（1887年）1月30日、錦織、ひそかに東京府癲狂院から誠胤を連れ出し、後藤新平がかくまう。
- 同年2月8日、相馬家側が誠胤を取り戻す。15日に「毎日新聞」に錦織の『相馬家紛擾の巓末』が掲載され、翌日、錦織は家宅侵入罪で自首。
- 同年2月19日、相馬充胤が死去。
- 同年3月10日、相馬家親族会の意向で、誠胤を医科大学第一医院に入院させ、榊俶、ベルツが診察、狂病ではなく憂鬱病と診断[12][13] 。翌日、錦織、家宅侵入罪で重禁固1月の判決。
- 同年4月19日、榊俶らが誠胤は「時発性躁暴狂」と診断。 翌日退院し、自宅療養。榊はこの年から4年間相馬家より礼金として450円を受け取ったことをのちに証言[14]。
- 同年9月17日、相馬家旧臣の井戸川三郎が誠胤の所為不当として中村治安裁判所に富田高慶を告訴、相馬家後見人に就任した浅野長勲による相馬家旧臣らへの論告書に対し、旧臣の約3分の1の733名が反発し説明を求める[15]。
- 明治21年（1888年）4月8日、説明要求に対する浅野からの返答がないとして家令家扶反対派旧臣総代井戸川忠が東京始審裁判所へ訴える[16]。
- 明治22年（1889年）2月1日、誠胤の病状快癒につき、錦織京に赴き、久邇宮家に誠胤への降嫁を願い出、浅野に対しては誠胤の全権復帰、家令家扶らの罷免などを要請[17]。
- 同年3月、井戸川、浅野告訴終審顛末を記した小冊子を旧臣に配布、家令家扶を告発せんと1000人が連署[18]。
- 明治24年（1891年）1月27日、錦織、東京地方裁判所に誠胤の総理代人として「全癒届調印請求の訴状」を提出。錦織側と相馬家側で訴訟合戦となる。
- 同年11月13日、 錦織、相馬家の財産差押及び精算請求を訴え、翌日、相馬家の書類と財産が差し押さえられる。相馬家側は異議申し立て等で応酬。
- 明治25年（1892年）1月12日、錦織、誠胤の総理代人とする私書偽造の容疑で拘引されるが、委任状は本物であるとして免訴となる[19]。この時の予審判事山口淳は、錦織と相馬家の双方に便宜を図るとして両者から金を貰っていたことがのちに発覚し、重禁固5年の判決を受け辞職した[20][21]。錦織からは相馬家の10倍以上の金を得ていたが手心は相馬家のほうに篤かったという[22]。
- 同年2月20日、誠胤に翌月3日の東京控訴院公判への出廷呼出状が出たが、22日に急死。翌日、順胤が東京地方裁判所に誠胤の屍体臨検願を出すも必要なしとして却下され、警察署に出願して臨検を受ける。 27日に錦織が29日予定の葬儀執行中止の訴えをし、誠胤死体解剖願を提出。
- 同年3月2日 誠胤の葬儀が青山梅窓院で行なわれ、青山墓地に埋葬される。 順胤、家督と爵位を相続する[23]。
- 同年10月7日、 錦織の(『神も仏もなき闇の世の中』)出版。志賀と西山リウ（充胤の側室で順胤の実母）が不義の関係にあり、誠胤を亡き者にして相馬家乗っ取りを謀ったとほのめかす。
- 明治26年（1893年）7月17日、錦織が岡野寛弁護士を代理人とし、東京地方裁判所に、誠胤毒殺犯として、順胤と西山リウ、志賀を含む相馬家関係者数名と医師の中井常次郎を告発。27日には相馬家側が錦織を誣告罪で告訴。弁護人は星亨。星は当初錦織側として錦織と面談したにもかかわらず相馬家側の依頼を受けており、一方の機密を探って反対側の代理に立つとは弁護士にあるまじき行為として翌月弁護士会で糾弾され、所属する自由党からも批判された[24][25]。
- 同年8月9日、東京地方裁判所予審判事・岡田晴橋が相馬家を家宅捜索し、翌日、西山リウらを拘引。 東京地方裁判所予審判事 ・名越勝治が、 志賀家を家宅捜索。 佐野刑事巡査が志賀直道を拘引（従六位であったため宮内省の手続きのため一旦放還され後日再拘引）。高橋予審判事が中井家を家宅捜索し、石黒巡査が中井常次郎を拘引。28日には志賀の長男・直温（志賀直哉の父）が証人として東京地方裁判所で岡田判事の取り調べを受ける。
- 同年9月8日、誠胤の墓発掘し、死体解剖。執刀には陸軍二等軍医正の江口襄があたった[26]。10日に予審判事山口が相馬家から賄賂を受け取る。
- 同年10月12日、志賀の妻・留女が証人として岡田判事の取り調べを受ける。13日ごろ、後藤、錦織のために金貸しから3000円を借財する[27]。21日に錦織側証人の一人が金銭授受の約束で証言していたことを告白[26]、23日には私擅監禁致死罪で志賀らを告訴した井戸川と判事の密会が報じられ[28]、24日に毒殺事件の被告が全員免訴となり放免され、反対に錦織らが誣告罪で拘引される[29]。翌日、予審判事岡田、山口が錦織と密会していたと報じられ、山口が拘引される。錦織、山口、後藤らの家宅捜査入る[29]。 27日に免訴を伝える相馬家の新聞広告が掲載される[30]。
- 同年11月16日 後藤新平が錦織誣告事件の教唆者として拘引される[31]。
- 明治27年（1894年）2月13日、錦織の誣告収賄事件公判始まる[32]。
- 同年5月3日、錦織は誣告罪で重禁固4年、罰金40円、山口は誣告詐欺収賄罪で重禁固5年、罰金50円[33]。後藤新平は証拠不十分で無罪となる[34]。

（特記ないものは(生井知子 2007)に基づく）